# Euphorbia adenopoda
Euphorbia adenopoda är en törelväxtart som beskrevs av Henri Ernest Baillon. Euphorbia adenopoda ingår i släktet törlar, och familjen törelväxter. IUCN kategoriserar arten globalt som livskraftig. Inga underarter finns listade i Catalogue of Life.